# Asarotidae
Famille
Les Asarotidae sont une famille fossile de poissons à nageoires rayonnées de l’ordre également fossile des Palaeonisciformes qui ont vécu lors du Santonien du Crétacé supérieur.

## Répartition
Des restes fossiles d’Asarotidae ont été mis au jour dans la formation de Niobrara au Nebraska.

## Classification
La famille des Asarotidae est créée et décrite en 1968 par le paléontologue américain Bobb Schaeffer (d) (1913-2004),.

### Publication originale
- [1968] (en) Bobb Schaeffer (d), « A new actinopterygian fish from the Cretaceous of North America », American Museum Novitates, vol. 2344,‎ 1968, p. 1-10.